# Carteire
Carteire (llamada oficialmente Santa María de Carteire) es una parroquia y una entidad de población española del municipio de Palas de Rey, en la provincia de Lugo, Galicia.

## Organización territorial
La parroquia está formada por doce entidades de población, constando once de ellas en el nomenclátor del Instituto Nacional de Estadística español:

### Entidades de población
Entidades de población que forman parte de la parroquia:
- Barrio
- Bruzos
- Carteire
- Cobreiro
- Conguada (A Conguada)
- Escrita (A Escrita)
- Mamuelas (Mamoelas)
- Mencide
- Penelas (Penela)
- Regodeiras

### Despoblados
Despoblados que forman parte de la parroquia:
- Carricoba (Carricova)
- Pena da Merla (A Pena da Merla)

## Demografía
La entidad de población de  Carteire no consta ni en las bases de datos del INE ni en las del IGE por lo que se desconocen los datos demográficos de la misma.

### Parroquia
| Gráfica de evolución demográfica de Carteire (parroquia) entre 2000 y 2020 |
|                                                                            |
| Datos según el nomenclátor publicado por el INE.                           |